# Schweizer (Familienname)
Schweizer ist ein Familienname.

## Varianten
- Schweitzer
- Schwyzer

## Bedeutung
Schweizer, Schweitzer, Schwyzer ist ein Herkunftsname und bedeutet zunächst „der aus dem Ort Schwyz Stammende“, später womöglich auch „der aus dem Kanton Schwyz Stammende“ und außerhalb der Schweiz wohl auch „der aus der Schweiz Stammende“. Ursprüngliche Form ist die im Alemannischen undiphthongierte Variante Schwyzer, wobei das „y“ in der Schreibung deutschschweizerischer Namen und Wörter traditionell für ein geschlossenes langes i steht.

## Namensträger

### A
- Abraham Schweizer (1875–1942), deutscher Rabbiner
- Adolf Schweizer (?–1967), Schweizer Keramiker und Fabrikant
- Adrian Schweizer (1867–1938), deutscher Politiker, MdL Württemberg
- Albert Schweizer (Industrieller) (1884–1937), österreichischer Industrieller
- Albert Schweizer (1885–1948), Schweizer Maler
- Alexander Schweizer (Theologe) (1808–1888), Schweizer Theologe
- Alexander Schweizer (Militärhistoriker) (1843–1902), Schweizer Unternehmer und Militärhistoriker
- Alfred Schweizer (* 1941), Schweizer Komponist
- Andreas Schweizer (* 1979), Schweizer Turner
- Andreas Schmidt-Schweizer (* 1964), deutscher Historiker
- Annalise Schweizer (* 1949), Schweizer Politikerin
- Ann-Sophie Schweizer (* 1970), deutsche Filmeditorin
- Armin Schweizer (1892–1968), Schweizer Schauspieler

### B
- Benigna Schweizer (1896–1928), deutsche Missionsschwester und Märtyrin
- Bernhard Schweizer (* 1970), deutscher Ingenieur und Hochschullehrer
- Bruno Schweizer (1897–1958), deutscher Sprachforscher
- Bonaventura Josef Schweizer (1893–1968), Generalsuperior des Salvatorianer-Ordens

### C
- Carl Schweizer (1861–1923), deutsch-österreichischer Industrieller
- Christian Schweizer (* 1989), Fußballspieler für Guam
- Christoph Schweizer (* 1986), deutscher Radsportler
- Christophe Schweizer (* 1968), Schweizer Jazzposaunist und Bandleader

### D
- Daniel Schweizer (* 1959), Schweizer Dokumentarfilmer
- David Alberto Cámpora Schweizer (1934–2021), uruguayischer Wirtschaftsprüfer
- Diego Schweizer (* 1938), argentinischer Skirennläufer
- Dieter Schweizer (* 1938), Schweizer Biologe, Genetiker und Hochschullehrer
- Dora Hofstetter-Schweizer (1923–1986), Schweizer Jurist und Politikerin
- Doris Schweizer (* 1989), Schweizer Radrennfahrerin

### E
- Eckhart Schweizer (1936–2016), deutscher Biochemiker
- Edgar Schweizer (1895–1977), Schweizer Architekt
- Eduard Schweizer, eigentlicher Name von Eduard Spelterini (1852–1931), Schweizer Ballonfahrer und Fotograf
- Eduard Schweizer, ursprünglicher Name von Eduard Schwyzer (1874–1943), Schweizer Klassischer Philologe und Indogermanist
- Eduard Schweizer (Ingenieur) (1906–1971), Schweizer Ingenieur
- Eduard Schweizer (Theologe) (1913–2006), Schweizer Theologe
- Emil Schweizer (1904–1984), Schweizer Ingenieur
- Ernst Schweizer (Maler) (1874–1929), Schweizer Maler, Zeichner und Radierer
- Ernst Schweizer (Missionar) (Ernst Schweizer-Weber; 1896–1930), Schweizer Missionar
- Ernst Schweizer (Unternehmer) (1915–nach 1985), Schweizer Unternehmer (Ernst Schweizer Metallbau)
- Erwin Schweizer (* 1935), Schweizer Radrennfahrer
- Eugen Schweizer (1907–nach 1971), deutscher Bausparkassenmanager

### F
- Fabienne Schweizer (* 1997), Schweizer Ruderin
- Frank Schweizer (* 1969), deutscher Philosoph und Autor
- Franz Schweizer (Fotograf) (1879–??), deutscher Fotograf und Unternehmer
- Franz Schweizer (Zauberkünstler) (1886–1969), deutscher Zauberkünstler
- Friedrich Schweizer (1816–1899), Schweizer Theologe und Beamter
- Fritz Schweizer (Unternehmer, 1873) (1873–1927), deutscher Unternehmer
- Fritz Schweizer, Deckname von Fritz Schulte (Politiker) (1890–1943?), deutscher Politiker (KPD), MdR
- Fritz Schweizer (Unternehmer, 1906) (1906–1994), deutscher Unternehmer

### G
- Gabriele Knubben-Schweizer (* 1973), Schweizer Veterinärmedizinerin und Hochschullehrerin
- Georg Friedrich Schweizer (1669–1727), deutscher Geistlicher und Theologe
- Gerd Schweizer (* 1950), deutscher Wirtschaftswissenschaftler und Hochschullehrer
- Gerhard Schweizer (* 1940), deutscher Kulturwissenschaftler und Schriftsteller
- Gertrud Späth-Schweizer (1908–1990), Schweizer Behördenangestellte
- Günther Schweizer (Verleger) (1937–2001), deutscher Verleger
- Günther Schweizer (1938–2020), deutscher Geograph, Hochschullehrer und Genealoge

### H
- Hans Schweizer (Herpetologe) (1891–1975), Schweizer Herpetologe
- Hans Schweizer (Künstler, 1925) (1925–2005), deutscher Bildhauer und Maler
- Hans Schweizer (Künstler, 1942) (* 1942), Schweizer Maler, Zeichner und Holzbildhauer
- Hans Caspar Schweizer (1761–1837), Schweizer Beamter, Richter und Grossrat
- Hans Rudolf Schweizer (Philosoph) (1932–2001), Schweizer Philosoph
- Hans Rudolf Schweizer (Politiker) (* 1954/1955), Schweizer Politiker (SVP)
- Harald Schweizer (1944–2017), deutscher Theologe und Sprachwissenschaftler
- Heinrich Schweizer (Komponist) (* 1943), Schweizer Komponist, Fotograf und Autor
- Heinrich Schweizer-Sidler (1815–1894), Schweizer Klassischer Philologe
- Heinz Schweizer (1908–1946), deutscher Offizier
- Helmut Schweizer (* 1946), deutscher Künstler
- Hermann Schweizer (1910–1998), deutscher Maler und Grafiker
- Hubert Schweizer (1947–2023), deutscher Zeichner und Illustrator

### I
- Ida Schweizer-Buser (1925–1985), Schweizer Schriftstellerin und Mundartdichterin
- Ines Schweizer (* 1982), Schweizer Biathletin und Skilangläuferin
- Irène Schweizer (1941–2024), Schweizer Jazzmusikerin
- Ivan Schweizer (1884–??), tschechischer Ruderer

### J
- Jakob Schweizer (1836–1913), Schweizer Uhrmacher, Erfinder, Maschinenkonstrukteur und Unternehmer
- Jochen Schweizer (Journalist) (* 1938), deutscher Fernsehjournalist
- Jochen Schweizer (Unternehmer) (* 1957), deutscher Stuntman und Unternehmer

- Johann Caspar Schweizer (Theologe) (1620–1688), Schweizer evangelischer Geistlicher, Philologe und Hochschullehrer
- Johann Caspar Schweizer (Kaufmann) (1754–1811), Schweizer Kaufmann und Jakobiner
- Johann Heinrich Schweizer (1646–1705), Schweizer evangelischer Geistlicher und Hochschullehrer
- Johannes Schweizer (1901–1983), Schweizer Gartenarchitekt
- Josef Schweizer (Oberamtmann) (1820–nach 1881), württembergischer Oberamtmann
- Josef Schweizer (Politiker) (1894–1966), deutscher Politiker (Zentrum), Abgeordneter im Badischen Landtag
- Joseph Schweizer (1794–1849), deutscher Politiker
- Julián Schweizer (* 1998), uruguayischer Surfer
- Julius Schweizer (Sänger) (1868–nach 1953), deutscher Sänger (Bariton) und Gesangspädagoge
- Julius Schweizer (Theologe) (1898–1986), Schweizer Reformierter Pfarrer, Theologe und Hochschullehrer
- Jürgen Schweizer (* 1941), deutscher Molekularbiologe

### K
- Karin Schweizer (* 1959), deutsche Psychologin und Hochschullehrerin
- Karissa Schweizer (* 1996), US-amerikanische Leichtathletin
- Karl Schweizer (Architekt) (1843–1912), Schweizer Architekt
- Karl Schweizer (Psychologe) (* 1951), deutscher Psychologe und Hochschullehrer
- Karl Schweizer (Politiker, 1955) (1955–2015), Schweizer Politiker (SVP), Grossrat Basel
- Karl Schweizer (Politiker, 1959) (* 1959), Schweizer Politiker (SVP), Kantonsrat St. Gallen
- Kaspar Gottfried Schweizer (1816–1873), Schweizer Astronom
- Kathrin Schweizer (* 1969), Schweizer Politikerin
- Klaus Schweizer (Musikwissenschaftler) (* 1939), deutscher Komponist, Musikwissenschaftler und Hochschullehrer
- Klaus-Peter Schweizer (* 1951), deutscher Musiker und Sänger
- Kurt Schweizer (1921–2004), Schweizer Journalist und Politiker

### L
- Laurent Schweizer (* 1967), Schweizer Schriftsteller
- Lisa Marie Schweizer (* 1995), deutsche Gewichtheberin
- Ludwig Schweizer (1910–1989), deutscher Architekt und Hochschullehrer

### M
- Magdalene Schweizer (1858–1923), deutsche Kunsthandwerkerin und Lehrerin
- María Cristina Schweizer (* 1940), argentinische Skirennläuferin
- Martin Schweizer (* 1961), Schweizer Mathematiker
- Matthias Eduard Schweizer (1818–1860), Schweizer Chemiker
- Max Schweizer (* 1950), Schweizer Diplomat
- Maya Schweizer (* 1976), französische Video- und Installationskünstlerin
- Meta Heusser-Schweizer (1797–1876), Schweizer Schriftstellerin
- Michael Schweizer (Radsportler, 1983) (* 1983), deutscher  Bahn- und Straßenradrennfahrer
- Michael Schweizer (Radsportler, 1991) (* 1991), deutscher  Cyclocross- und Straßenradrennfahrer

### O
- Otto Schweizer (Fußballspieler) (1924–2022), deutscher Fußballspieler
- Otto Ernst Schweizer (1890–1965), deutscher Architekt

### P
- Paul Schweizer (Historiker) (1852–1932), Schweizer Archivar, Historiker und Hochschullehrer
- Paul Schweizer (Unternehmer) (1903–1977), Schweizer Unternehmer
- Paul Schweizer (Mediziner) (* 1937), deutscher Onkologe und Chirurg
- Peter Schweizer (Politiker) (1865–1952), deutscher Politiker (WBWB), MdL Württemberg
- Peter Schweizer (Architekt) (1921–2009), deutscher Architekt und Baubeamter
- Peter Schweizer (Politikberater) (* 1964), US-amerikanischer Politikberater und Autor

### R
- Rainer J. Schweizer (* 1943), Schweizer Rechtswissenschaftler
- Raymonde Schweizer (1912–2003), Schweizer Politikerin, Lehrerin, Gewerkschafterin und Feministin
- René Schweizer (1943–2015), Schweizer Schriftsteller
- Richard Schweizer (1900–1965), Schweizer Drehbuchautor
- Robert Schweizer (1938–2025), deutscher Jurist und Hochschullehrer
- Rolf Schweizer (Museumsleiter) (* 1932), deutscher Archäologe, Heimatforscher, zoologischer Präparator und Leiter des Carl-Schweizer-Museums
- Rolf Schweizer (1936–2016), deutscher Komponist
- Rosely Schweizer (* 1940), deutsche Unternehmerin und Politikerin (CDU)
- Rudolf Schweizer (Fabrikant, 1856) (1856–1924), Schweizer Fabrikant
- Rudolf Schweizer (Herpetologe) (1890–1963), Schweizer Herpetologe, Terrarianer und Redakteur
- Rudolf Schweizer (Fabrikant, 1898) (1898–1963), Schweizer Fabrikant
- Rudolf Louis Schweizer (* 1967), deutscher Unternehmer und Manager
- Rudolph Schweizer (* 1949), Schweizer Unternehmer und Politiker (SVP)

### S
- Salomo Schweizer (* 1993), Schweizer Oboist
- Sarah Schweizer (* 1983), deutsche Politikerin (CDU), MdL
- Simon Schweizer (vor 1595–nach 1623), Bildhauer
- Stefan Schweizer (* 1968), deutscher Kunsthistoriker

### T
- Theodor Schweizer (Archäologe) (1893–1956), Schweizer Archäologe
- Theodor Schweizer (Komponist) (1916–2001), Schweizer Komponist
- Thomas Schweizer (Ethnologe) (1949–1999), deutscher Ethnologe
- Thomas Schweizer (Politiker) (* 1955), Schweizer Politiker (Grüne)
- Thomas Schweizer (Fußballspieler) (* 1967), deutscher Fußballspieler und -trainer

### U
- Ulrich Schweizer (1935–2021), deutscher Architekt und Baubeamter
- Urs Schweizer (Wirtschaftswissenschaftler) (* 1947), deutscher Wirtschaftswissenschaftler und Hochschullehrer
- Urs Schweizer (Politiker) (* 1952), Schweizer Unternehmer und Politiker (FDP)

### V
- Victor Schweizer (1872–1935), deutscher Verleger
- Victorius Schweizer (1737–1793), deutscher, römisch-katholischer Geistlicher
- Viola Schweizer (* 1954), deutsche Schauspielerin
- Volker Schweizer (* 1940), deutscher Geologe und Paläontologe

### W
- Walter Schweizer (Mediziner) (Walter Edhem Schweizer; 1918–1988), Schweizer Internist, Kardiologe und Hochschullehrer
- Walter Schweizer (Politiker) (1919–2011), deutscher Politiker
- Walter Schweizer (Architekt) (1946–2019), Schweizer Architekt
- Werner Schweizer (Ruderer) (1916–nach 1942), Schweizer Ruderer
- Werner Schweizer (Regisseur) (* 1955), Schweizer Filmregisseur
- Wilhelm Schweizer (Maler) (1809–1837), Schweizer Maler und Graveur
- Wilhelm Schweizer (Ichthyologe) (1863–1940), Schweizer Lehrer und Fischereibiologe
- Wilhelm Schweizer (Politiker) (1890–1958), deutscher Politiker (SPD), Bürgermeister von Neuwied
- Wilhelm Schweizer (Didaktiker) (1901–1990), deutscher Lehrer und Mathematikdidaktiker
- Wilhelm Schweizer (Grafiker) (1925–2004), deutscher Grafiker, Kunsterzieher und Restaurator
- Willy Schweizer (1894–1959), Schweizer Journalist und Redaktor
- Wolfgang Schweizer (* 1952), deutscher Physiker und Hochschullehrer

## Nachweise
1. ↑  Duden. Familiennamen. Herkunft und Bedeutung von 20.000 Nachnamen. Bearbeitet von Rosa und Volker Kohlheim. Dudenverlag, Mannheim/Leipzig/Wien/Zürich 2005; unter Schweitzer, Schweizer.
2. 1 2  Schweizerisches Idiotikon, Band IX, Spalte 2266 ff., Artikel Schwîzer; zum Personennamen Sp. 2272 f.
3. ↑  familiennamen.ch – Das Potal der schweizerischen Familiennamenforschung: Schweizer, Schwyzer, Schweitzer, Schwitzer.
4. ↑  Digitales Familiennamenwörterbuch Deutschlands: Schweizer.
5. ↑  Namenlexikon. Was bedeutet mein Familienname? – Schweizer Familiennamenerklärungen der Redaktion des Schweizerischen Idiotikons auf Radio SRF.
6. ↑  In Süddeutschland und Österreich wurden auch Melkknechte als Schweizer bezeichnet und in Anlehnung an die Schweizergarde des Papstes Küster, die (wie in Italien noch bis vor wenigen Jahren üblich) am Eingang von wichtigen Kirchen auf die züchtige Kleidung der Besucher achteten. Laut den genannten Publikationen zur Herkunft von Familiennamen wird ein Berufsname allerdings nicht zur Erläuterung des Familiennamens in Betracht gezogen, zumal diese Bedeutung von Schweizer erst zu einem Zeitpunkt aufgekommen ist, als die Familiennamengebung schon abgeschlossen war.